# Artur Amirov
Artur Amirov född 3 april 1992 i Almetievsk, Ryska SSR, Sovjetunionen, är en rysk professionell ishockeyspelare. 
Han spelar för Metallurg Novokuznetsk i KHL och har tidigare som ungdomsspelare spelat för Torpedo Nizhny Novgorod.
Amirov var inte ombord på det passagerarflygplan med Lokomotiv Jaroslavls lag som den 7 september 2011 havererade i staden Jaroslavl på väg till en bortamatch i Minsk. Han är tillsammans Danil Jerdakov, Maksim Ziuziakin och den finländska målvaktstränaren Jorma Valtonen, de enda som fortfarande lever av Lokomotiv Jaroslavls trupp inför säsongen 2011/2012.